# Ophiomyia compositicaulis
Ophiomyia compositicaulis este o specie de muște din genul Ophiomyia, familia Agromyzidae, descrisă de Spencer în anul 1977. Conform Catalogue of Life specia Ophiomyia compositicaulis nu are subspecii cunoscute.